# Tutku Açık
Tutku Açık (Bismil, 1º settembre 1980) è un allenatore di pallacanestro ed ex cestista turco.
Alto 194 cm, giocava come playmaker.

## Palmarès
- Campionato turco: 2

Ülkerspor: 1997-98, 2000-01
- Coppa di Turchia: 4

Ülkerspor: 2002-03, 2003-04, 2004-05
Türk Telekom: 2007-08
- Coppa del Presidente: 2

Galatasaray: 2011
Beşiktaş: 2012